# Limnophora porteri
Limnophora porteri este o specie de muște din genul Limnophora, familia Muscidae, descrisă de Brethes în anul 1919. Conform Catalogue of Life specia Limnophora porteri nu are subspecii cunoscute.